# Cerodontha lapplandica
Cerodontha lapplandica är en tvåvingeart som först beskrevs av Ryden 1956.  Cerodontha lapplandica ingår i släktet Cerodontha och familjen minerarflugor. Arten är reproducerande i Sverige. Inga underarter finns listade i Catalogue of Life.